# Mordella cristovallensis
Mordella cristovallensis es una especie de coleóptero de la familia Mordellidae.

## Distribución geográfica
Habita en Woodlark.